# ESA Brive
Étoile Sportive Aiglons Briviste of kortweg ESA Brive is een Franse voetbalclub uit Brive-la-Gaillarde in de Limousin.
De club speelde in het seizoen 1942-43 in de hoogste klasse zone Zuid en werd daarin achtste van de zestien clubs. Dit was het enige seizoen op het hoogste niveau. De oorlogsseizoenen zijn echter niet officieel, waardoor ESA Brive officieel nooit op het hoogste niveau speelde. 